# 포루스라코스
포루스라코스(Phorusrhacos, /ˌfɔːrəsˈrɑːkɒs/)는 신생대 마이오세 초기부터 중기까지 지금의 남아메리카 지역에서 서식했던 날지 못하는 큰 공포새이다. 속명의 뜻은 '조각 도둑'(rag thief)을 의미한다.

## 발견

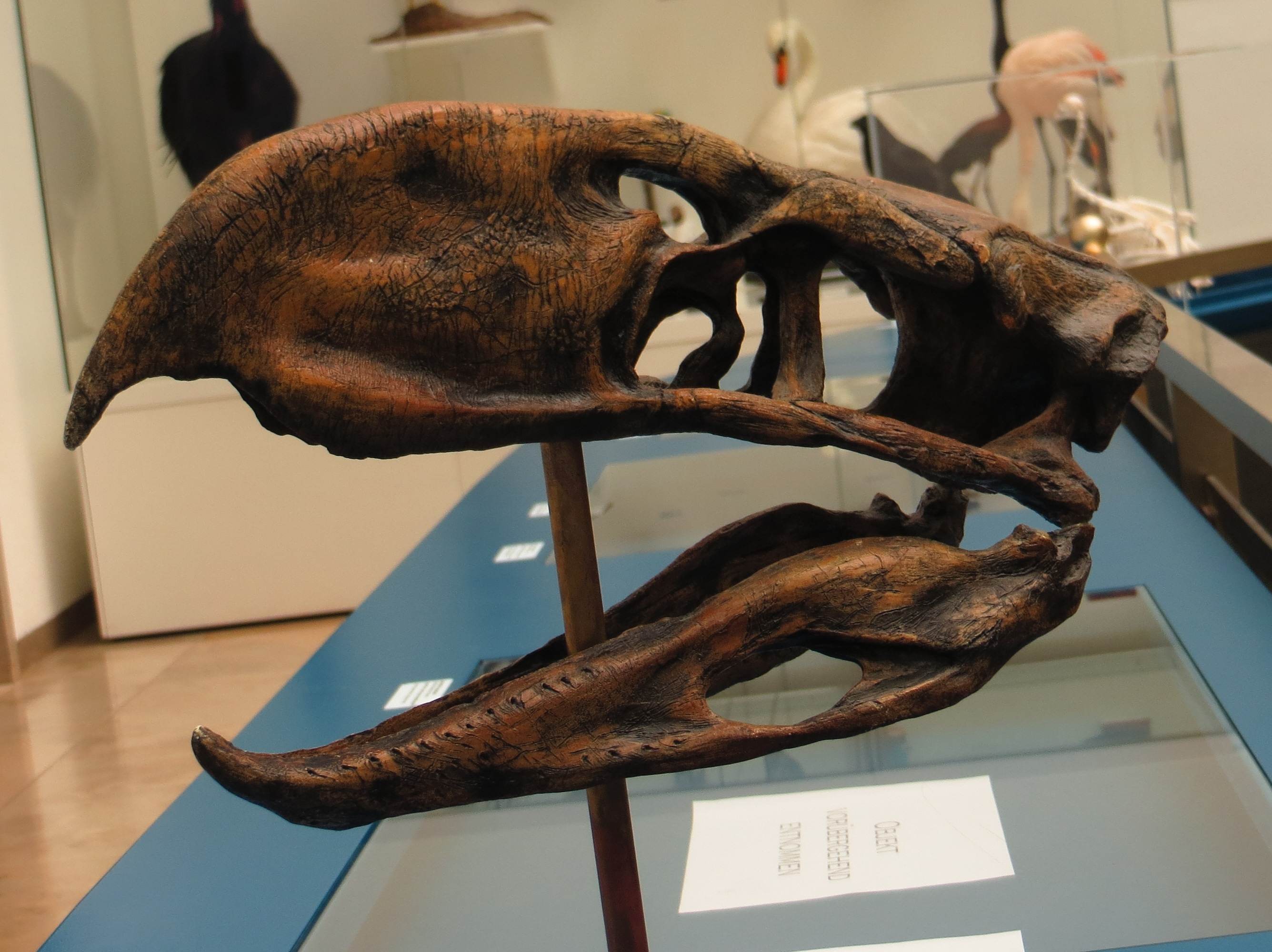
포루스라코스의 두개골

포루스라코스의 화석은 아르헨티나의 산타 크루즈 지방의 산타 크루즈 층과 몬테 레온 층의 여러 지역에서 발견되었다. 산타 크루즈 지층에서 발견된 뼈 중에는 플로렌티노 아메기노가 1887년 초에 발견한 하악골 조각이 발견되었지만, 같은 해 이것은 무치악 포유류의 뼈인 것으로 밝혀졌다. 2023년에는 최초로 포루스라코스가 속해있는 공포새과의 발자국 화석이 발견되기도 했다.

## 특징

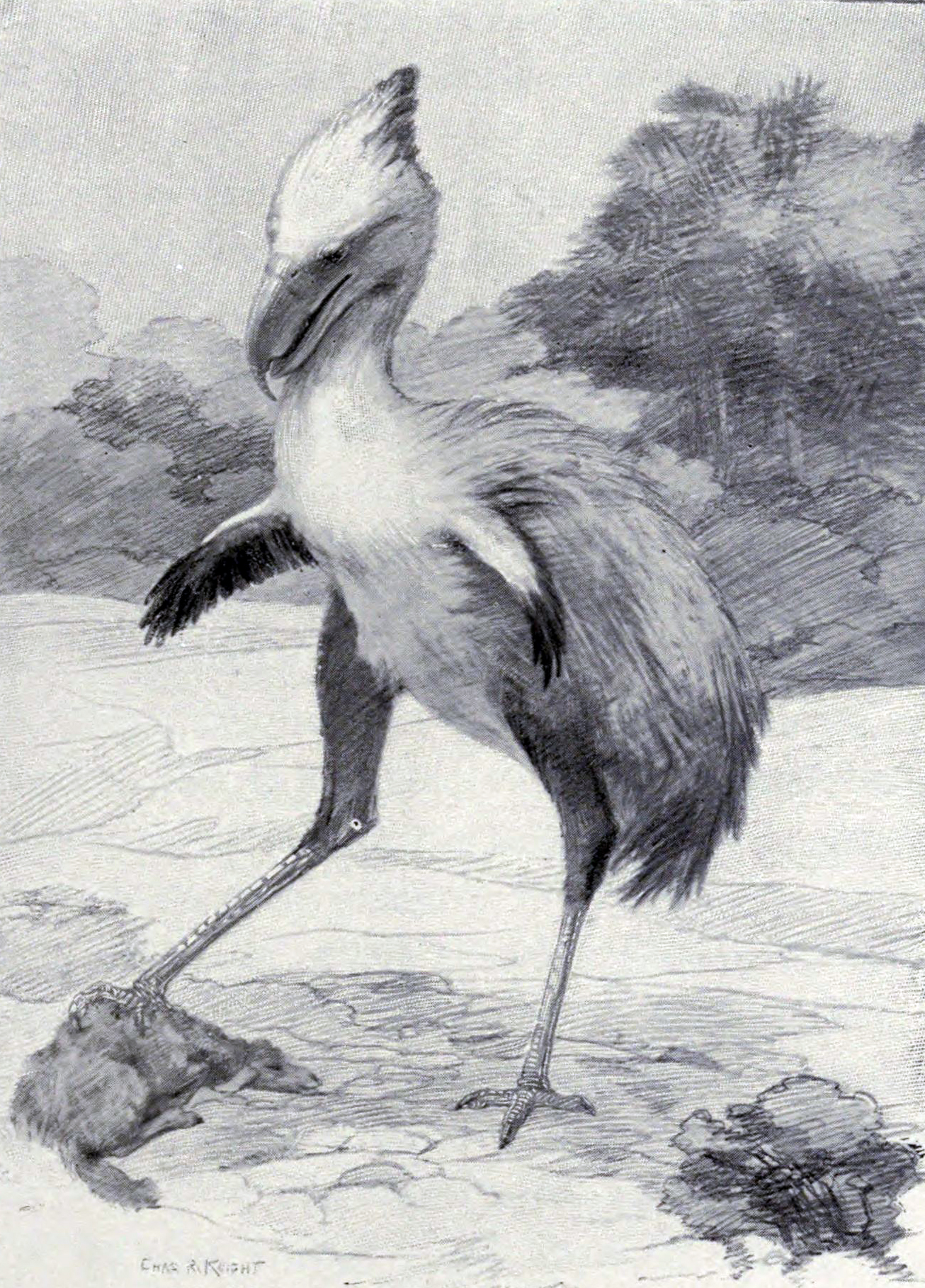
포루스라코스의 복원도

포루스라코스는 길이가 65cm(26 in)에 달하는 두개골을 가지고 있었고, 키는 거의 2.4m(7 ft 10 in)에 달했으며 무게는 수컷 타조만큼(130kg, 290파운드) 나갔을 것으로 추정된다. 주로 빠른 속도로 달릴 수 있는 매우 강한 다리, 뭉툭하고 날지 못하는 날개, 긴 목, 상대적으로 큰 머리를 가지고 있었다. 부리는 먹잇감의 살점을 쉽게 찢거나 먹이를 찌를 수 있는 큰 갈고리 모양이고, 아래턱이 위턱보다 작았다. 각 발에는 날카로운 발톱을 가진 세 개의 발가락이 있었다.